# Kapuvár (distrikt)
Kapuvár är ett distrikt i Ungern. Det ligger i provinsen Győr-Moson-Sopron, i den västra delen av landet, 150 km väster om huvudstaden Budapest.